# Kanton Saint-Jean-en-Royans
Der Kanton Saint-Jean-en-Royans war bis 2015 ein französischer Wahlkreis im Arrondissement Valence, im Département Drôme und in der Region Rhône-Alpes; sein Hauptort war Saint-Jean-en-Royans. Vertreter im Generalrat des Départements war zuletzt von 2011 bis 2015 Christian Morin (UMP).
Der zwölf Gemeinden umfassende Kanton Saint-Jean-en-Royans hatte 7528 Einwohner (Stand: 2012). Die Fläche betrug 241,83 km².

## Gemeinden
| Gemeinde                 | Einwohner Jahr | Fläche km² | Bevölkerungsdichte | Code INSEE | Postleitzahl |
| ------------------------ | -------------- | ---------- | ------------------ | ---------- | ------------ |
| Bouvante                 | 244 (2013)     | 83,88      | 3 Einw./km²        | 26059      | 26190        |
| Échevis                  | 52 (2013)      | 11,11      | 5 Einw./km²        | 26117      | 26190        |
| Léoncel                  | 66 (2013)      | 43,01      | 2 Einw./km²        | 26163      | 26190        |
| La Motte-Fanjas          | 168 (2013)     | 4,78       | 35 Einw./km²       | 26217      | 26190        |
| Oriol-en-Royans          | 541 (2013)     | 16,01      | 34 Einw./km²       | 26223      | 26190        |
| Rochechinard             | 106 (2013)     | 9,78       | 11 Einw./km²       | 26270      | 26190        |
| Sainte-Eulalie-en-Royans | 566 (2013)     | 6,14       | 92 Einw./km²       | 26302      | 26190        |
| Saint-Jean-en-Royans     | 2.939 (2013)   | 27,86      | 105 Einw./km²      | 26307      | 26190        |
| Saint-Laurent-en-Royans  | 1.348 (2013)   | 27,39      | 49 Einw./km²       | 26311      | 26190        |
| Saint-Martin-le-Colonel  | 166 (2013)     | 3,18       | 52 Einw./km²       | 26316      | 26190        |
| Saint-Nazaire-en-Royans  | 795 (2013)     | 3,54       | 225 Einw./km²      | 26320      | 26190        |
| Saint-Thomas-en-Royans   | 576 (2013)     | 5,15       | 112 Einw./km²      | 26331      | 26190        |